# لیگ برتر فوتسال زنان ایران ۱۳۸۵
لیگ برتر فوتسال زنان ایران ۱۳۸۵ دومین دوره از بالاترین سطح لیگ فوتسال زنان در ایران است که در اسفند ماه ۱۳۸۵ به پایان رسید. این مسابقات با حضور ۸ تیم برگزار شد که از تیم‌های شرکت کننده می‌توان از راه آهن، استقلال جنوب دزفول، دانشگاه آزاد، تجارتخانه جنوب هرمزگان، نوآوران پیام نوشهر، ملوان جوان رشت و پارس بتون گرمسار نام برد. در پایان تیم تجارتخانه جنوب هرمزگان با ۳۴ امتیاز و تفاضل گل بیشتر نسبت به استقلال‌جنوب دزفول، به مقام قهرمانی این مسابقات رسید. لیلا اقبالی در این مسابقات به عنوان خانم گلی رسید.

## رده‌بندی پایانی
| رتبه | تیم                    | امتیاز |
| ---- | ---------------------- | ------ |
| ۱    | تجارتخانه جنوب هرمزگان | ۳۴     |
| ۲    | استقلال‌جنوب دزفول      | ۳۴     |
| ۳    | دانشگاه آزاد تهران     | ۲۹     |